# Dharmadom
Dharmadom es una ciudad censal situada en el distrito de Kannur en el estado de Kerala (India). Su población es de 30804 habitantes (2011). Se encuentra a 15 km de Kannur y a 75 km de Kozhikode.

## Demografía
Según el censo de 2011 la población de Dharmadom era de 30804 habitantes, de los cuales 13987 eran hombres y 16817 eran mujeres. Dharmadom tiene una tasa media de alfabetización del 97,23%, superior a la media estatal del 94%: la alfabetización masculina es del 98,36%, y la alfabetización femenina del 96,31%.